# Collesano
Collesano (sicilià Gulisanu) és un municipi italià, dins de la ciutat metropolitana de Palerm. L'any 2007 tenia 4.254 habitants. Limita amb els municipis de Campofelice di Roccella, Cerda, Gratteri, Isnello, Lascari, Scillato i Termini Imerese.

## Administració
| Període | Identitat         | Partit         |
| ------- | ----------------- | -------------- |
| 2008-   | Rosario Testaiuti | Centreesquerra |